# Pygocentrus
Genre
Répartition géographique
- Pygocentrus cariba en Violet
- Pygocentrus nattereri en Vert
- Pygocentrus piraya en Rouge

Pygocentrus est un genre de poissons téléostéens de la famille des Serrasalmidae et de l'ordre des Characiformes. Le genre Pygocentrus a été révisé par en Copeia 1993. Les espèces de ce genre sont capables d'émettre des sons.

## Liste d'espèces
Selon FishBase (30 juin 2015):
- Pygocentrus cariba (Humboldt, 1821)
- Pygocentrus nattereri Kner, 1858 - Communément Piranha rouge
- Pygocentrus palometa Valenciennes, 1850
- Pygocentrus piraya (Cuvier, 1819)

## Remarque
Toutes les espèces que regroupe ce genre, possèdent dans leur milieu naturel des variantes géographiques, influençant les caractéristiques méristiques et la coloration. En aquarium on notera aussi que les conditions de maintenances - principalement la taille du volume d'eau fournie, le nombre d'individus maintenus, et l'alimentation - influent de manière très significative sur le développement des poissons. Les piscicultures en tout genre des quatre coins du monde, et notamment dans un souci de renouvellement des souches, n'ont jamais reproduits leurs poissons avec précaution quant à leur provenance exacte dans l'Amazone. En résulte un grand nombre de spécimens répandus dans les milieux fermés, aquariophile ou muséum, parfois extrêmement difficiles à comparer.

## Galerie

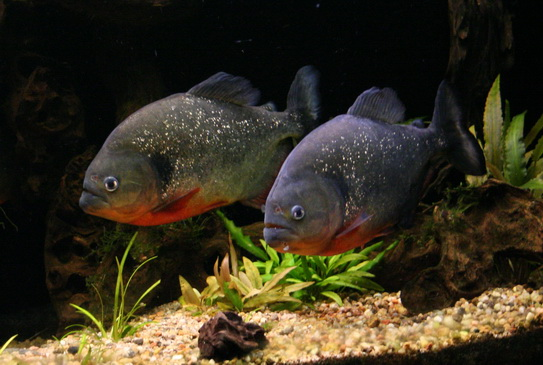
Pygocentrus cariba
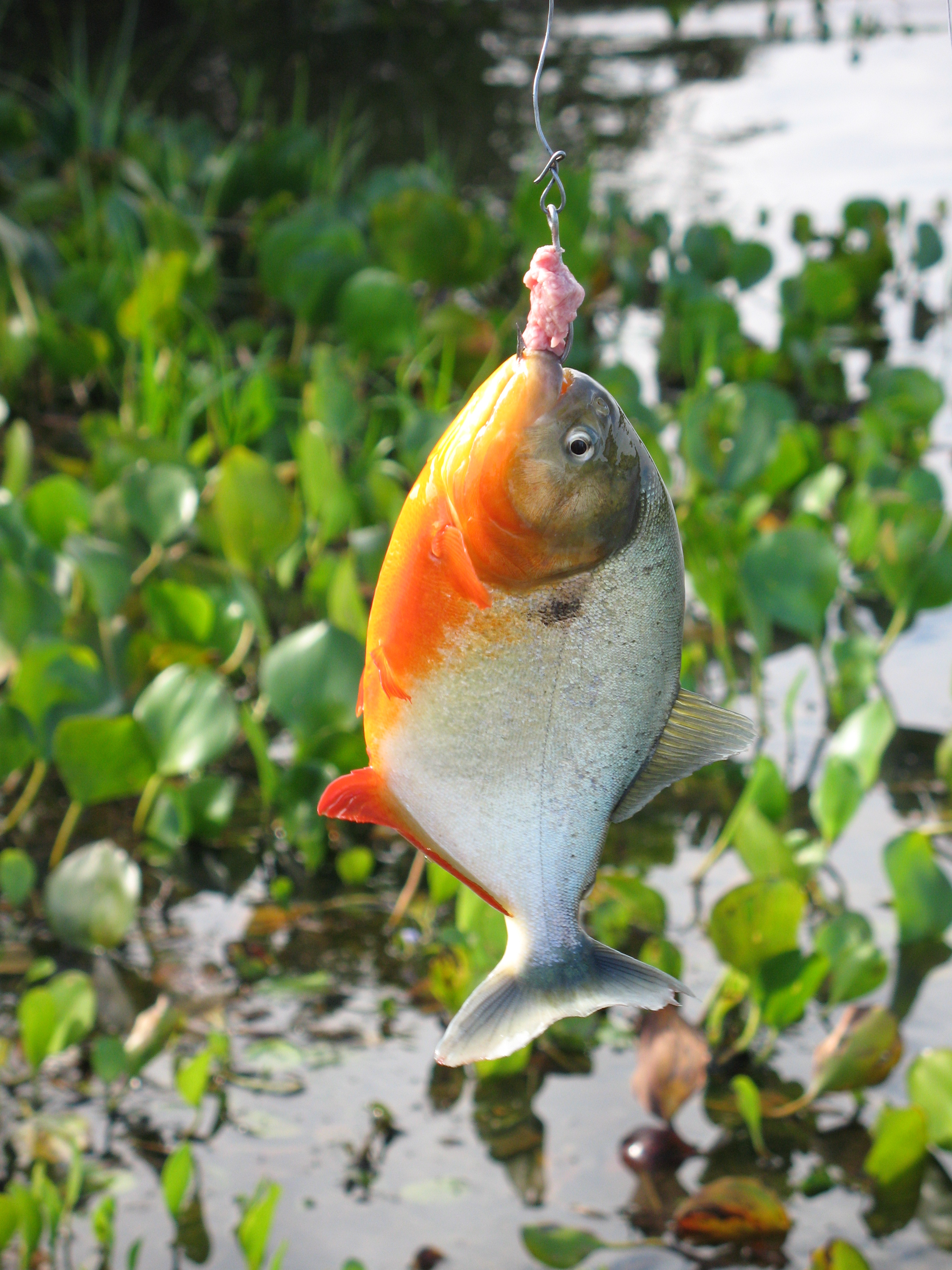
Pygocentrus cariba
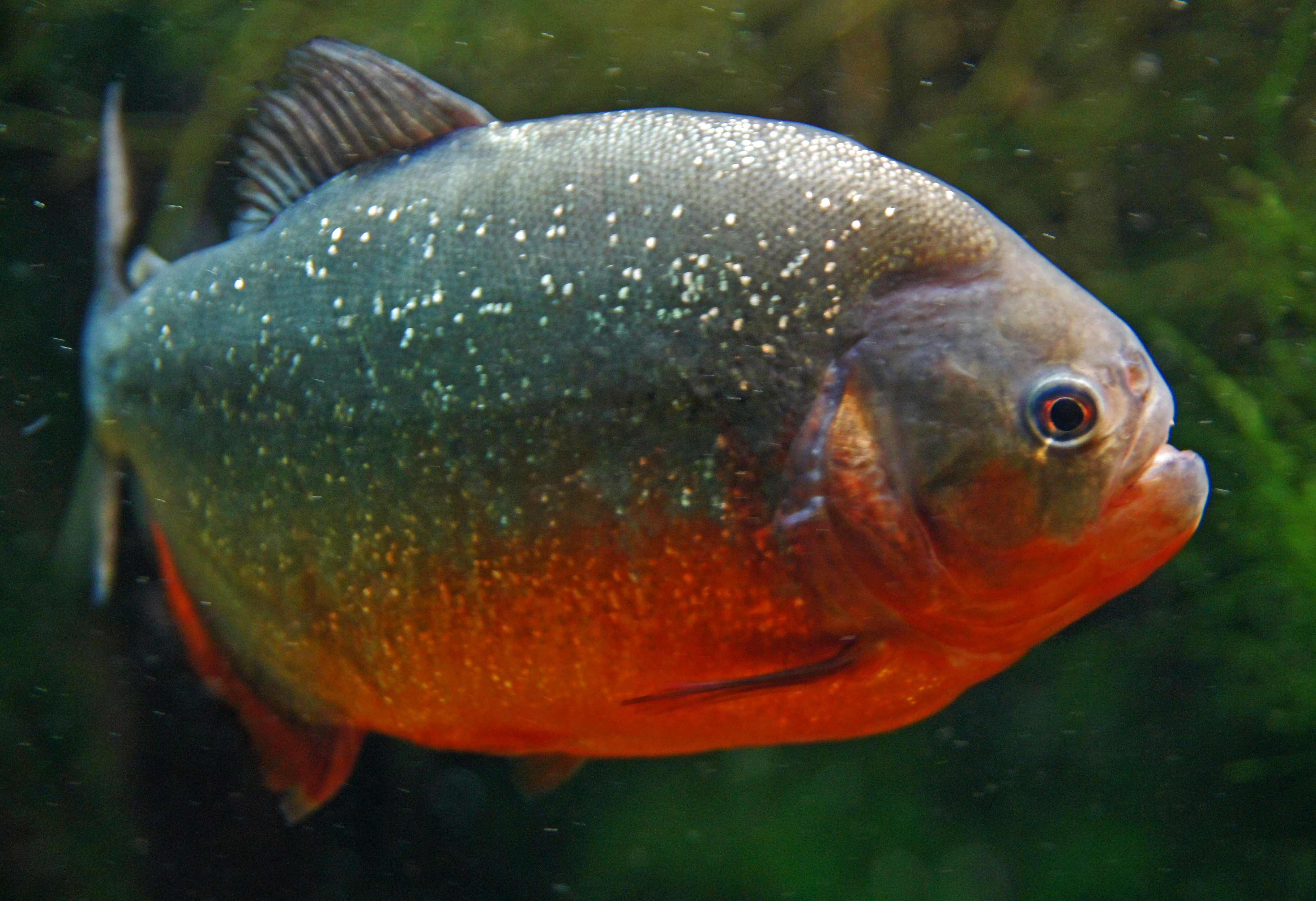
Pygocentrus nattereri
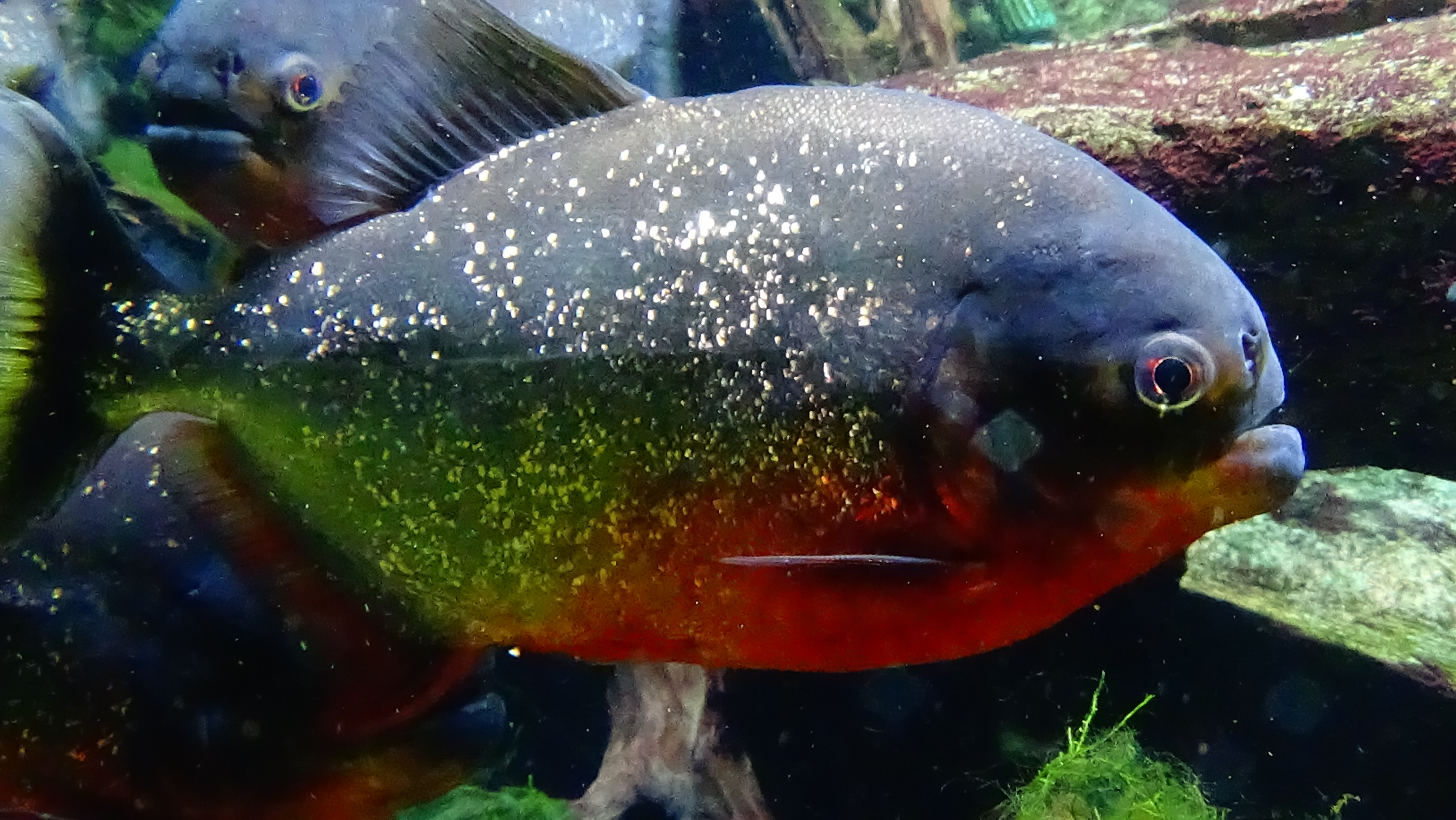
Pygocentrus nattereri
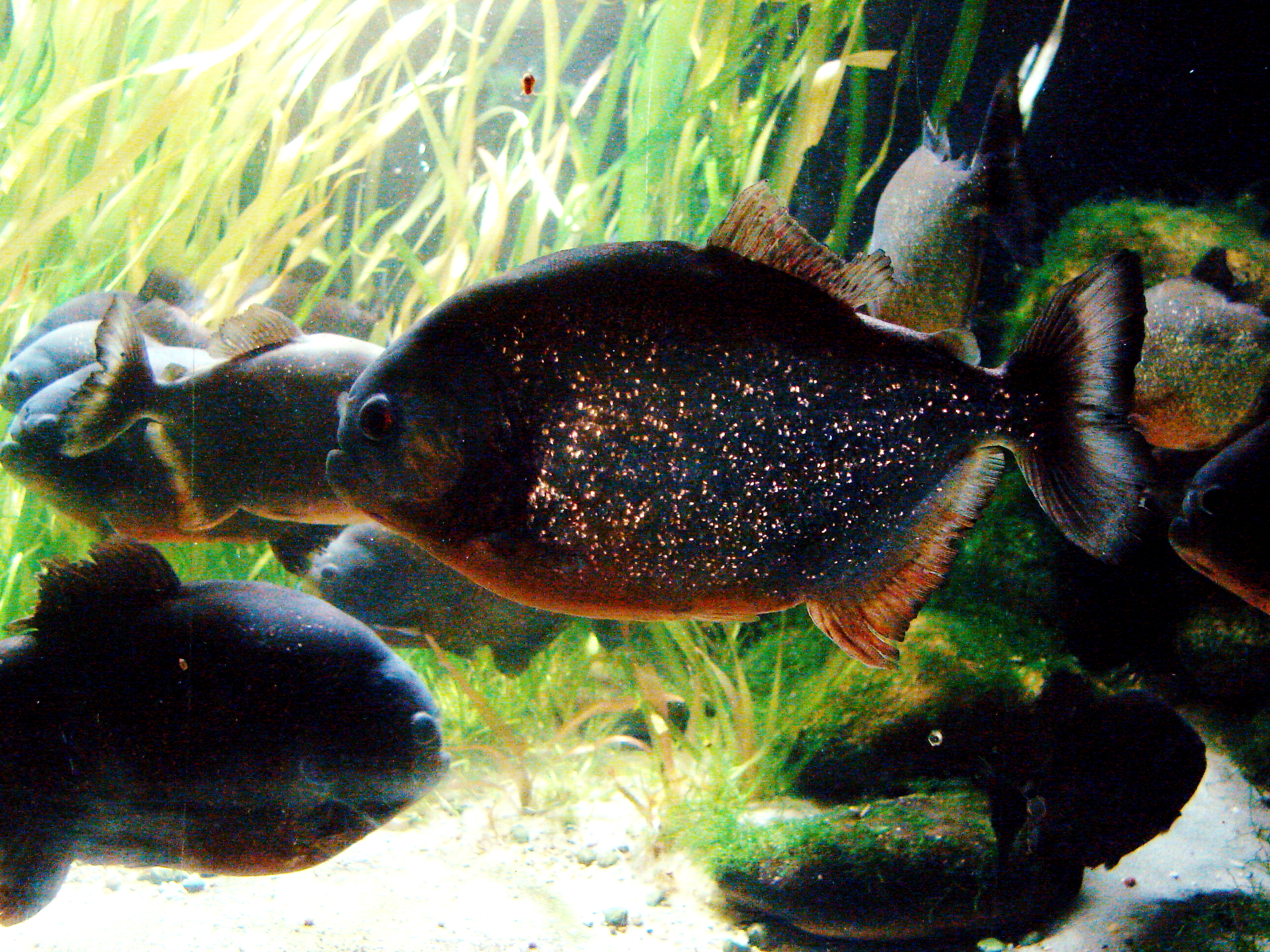
Pygocentrus piraya
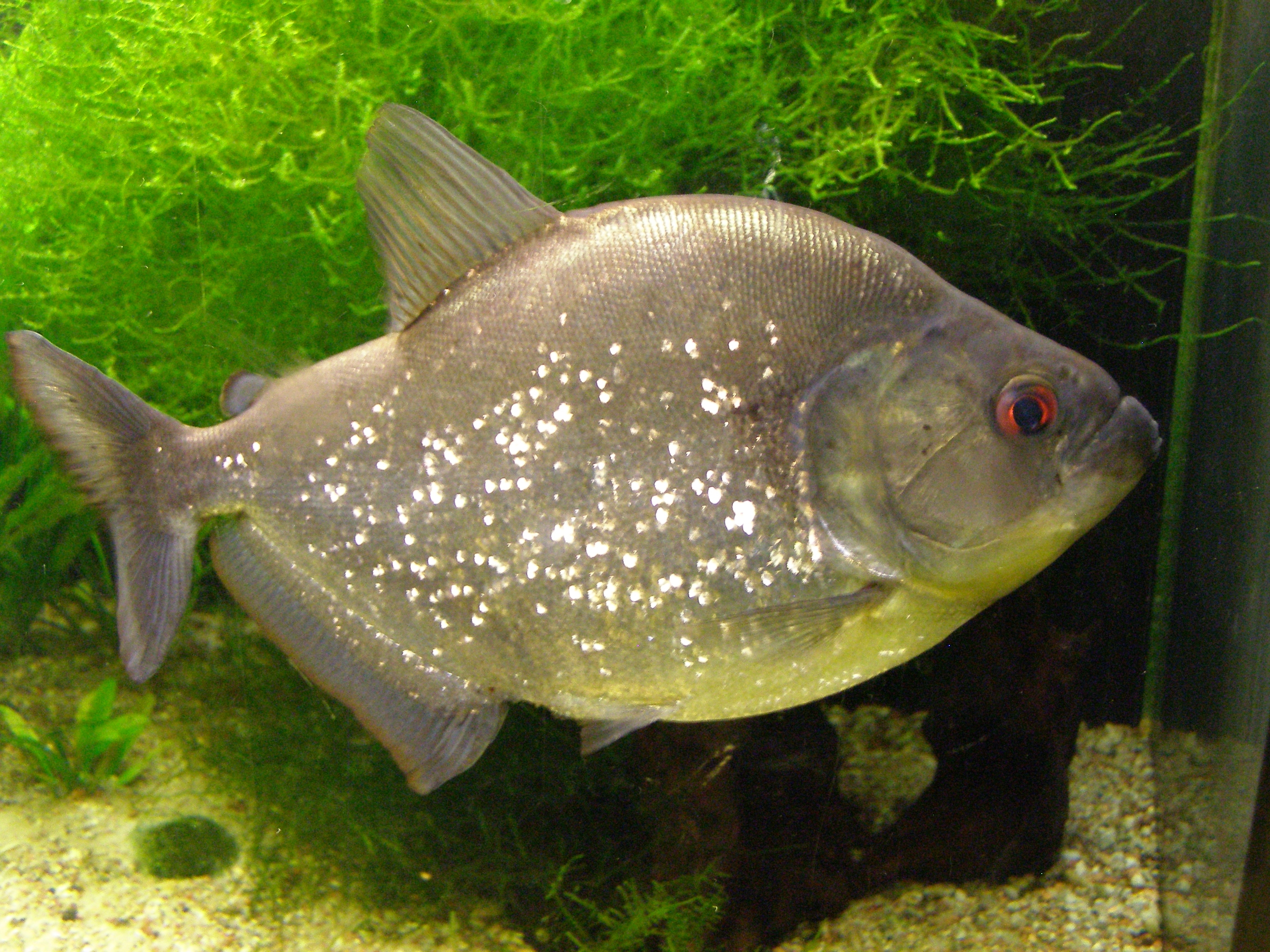
Pygocentrus piraya